# Power Macintosh 8500

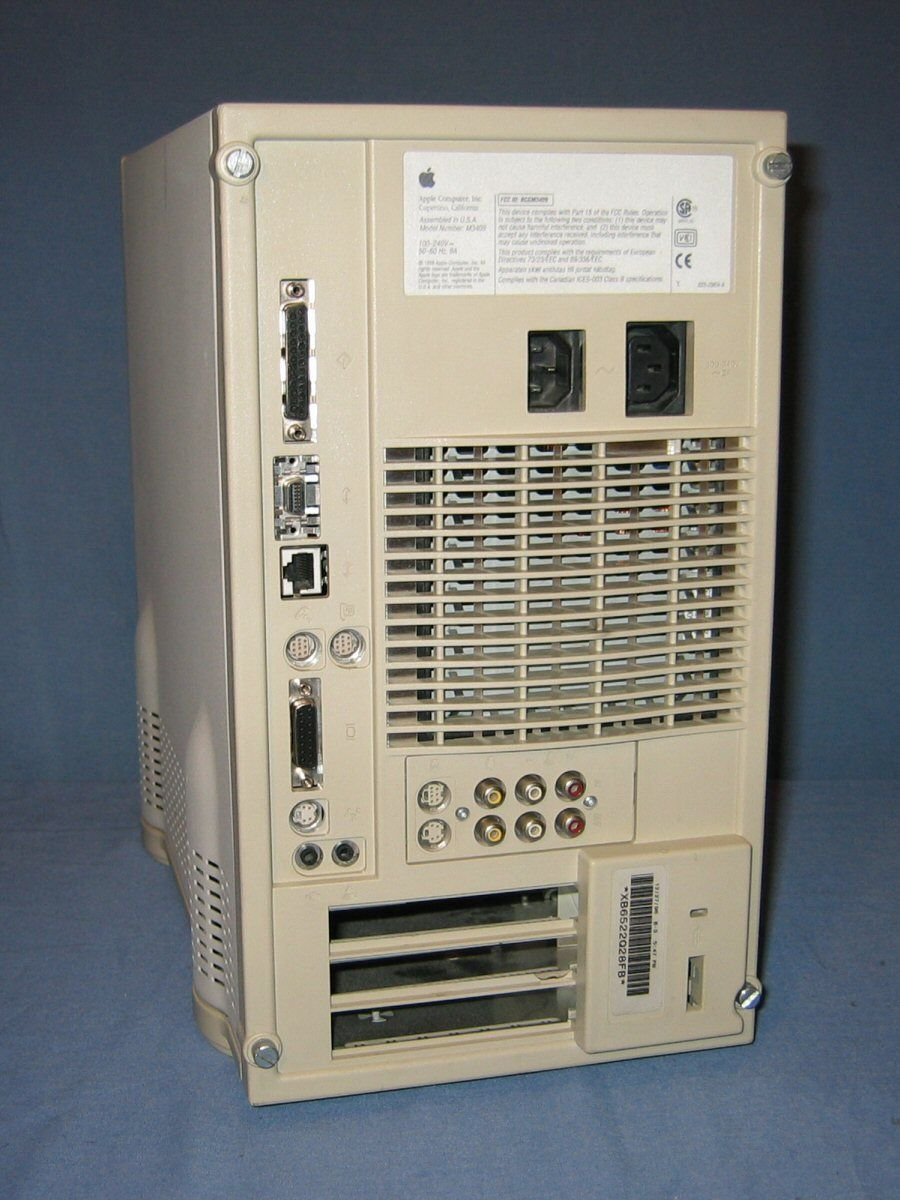
Power Macintosh 8500, achteraanzicht

De Power Macintosh 8500 (verkocht als de Power Macintosh 8515 in Europa en Japan) is een personal computer die ontworpen, gefabriceerd en verkocht werd door Apple Computer van augustus 1995 tot februari 1997. De 8500 werd samen met de Power Macintosh 7200 en 7500 geïntroduceerd op de MacWorld Expo van 1995 in Boston. Apple noemde deze tweede generatie Power Macintosh machines gezamenlijk de "Power Surge"-lijn om aan te geven dat ze aanzienlijk sneller waren dan hun voorgangers.
De Power Macintosh 8500, aangekondigd als een geavanceerde grafische computer met composietvideo- en S-Video in- en uitgangen, was aanvankelijk uitgebracht met een 120 MHz PowerPC 604. De CPU van de 8500 werd tijdens de productie tweemaal vervangen door snellere modellen: in april 1996 met een 132 of 150 MHz PowerPC 604 en later in augustus 1996 met een PowerPC 604e op 180 MHz. In februari 1996 werd een model uitgebracht met een 132 MHz processor, dat samen met een pakket serversoftware aangeboden werd als de Workgroup Server 8550.
De 8500 heeft dezelfde towerbehuizing als de Quadra 800, een behuizing die kritiek kreeg omdat ze moeilijk is om aan te werken. Het is een van de eerste Power Macintoshes die PCI-slots gebruikt, NuBus-uitbreidingskaarten werden niet langer ondersteund. In tegenstelling tot eerdere Power Macintosh-modellen gebruikt de 8500 DIMM-geheugenmodules in plaats van SIMM-geheugenmodules. De PowerPC 604-processor is gemonteerd op een dochterkaart zodat de processor gemakkelijk vervangbaar is.
In februari 1997 werd de 8500 opgevolgd door de Power Macintosh 8600.

## Modellen
Beschikbaar vanaf 8 augustus 1995:
- Power Macintosh 8500/120:[3] 120 MHz PowerPC 604, 16 MB RAM en een 1 of 2 GB harde schijf.

Beschikbaar vanaf 11 januari 1996:
- Power Macintosh 8515/120:[4] 120 MHz PowerPC 604, 32 MB RAM en een 2 GB harde schijf.

Beschikbaar vanaf 26 februari 1996:
- Workgroup Server 8550/132:[5] 132 MHz PowerPC 604, 24 MB RAM en een 2 GB harde schijf.

Beschikbaar vanaf 22 april 1996:
- Power Macintosh 8500/132:[6] 132 MHz PowerPC 604, 16 MB RAM en een 1 of 2 GB harde schijf.
- Power Macintosh 8500/150:[7] 150 MHz PowerPC 604, 16 MB RAM en een 2 GB harde schijf.

Beschikbaar vanaf 5 augustus 1996:
- Power Macintosh 8500/180:[8] 180 MHz PowerPC 604e, 16 MB RAM en een 2 GB harde schijf.

Beschikbaar vanaf 9 september 1996:
- Workgroup Server 8550/200:[9] 200 MHz PowerPC 604e, 32 MB RAM en een 2 GB harde schijf.

## Specificaties
- Processor: PowerPC 604 @ 120, 132 en 150 MHz, PowerPC 604e @ 180 of 200 MHz
- FPU : geïntegreerd in de processor
- PMMU : geïntegreerd in de processor
- Systeembus snelheid: 40 MHz
- ROM-grootte: 4 MB
- Databus: 64 bit
- RAM-type: 70 ns 168-pin DIMM
- Standaard RAM-geheugen: 16 MB
  - Uitbreidbaar tot maximaal 1 GB[a]
  - RAM-sleuven: 8
- Standaard video-geheugen: 2 MB VRAM
  - Uitbreidbaar tot maximaal 4 MB VRAM
- Standaard diskettestation: 3,5-inch, 1,44 MB (manueel)
- Standaard harde schijf: 1,2 of 2 GB (SCSI)
- Standaard optische schijf: 4x CD-ROM
- Uitbreidingssleuven: 3 PCI
- Type batterij: 3,6 volt lithium
- Uitgangen:
  - 1 ADB-poort (mini-DIN 4) voor toetsenbord en muis
  - 1 video-poort (DB-15)
  - 1 SCSI-poort (DB-25)
  - 2 seriële GeoPort poorten (mini-DIN 9)
  - 1 audio-uit (3,5 mm jackplug)
  - 1 microfoon (3,5 mm jackplug)
  - 2 ethernet (AAUI en RJ-45)[b]
- AV-module:
  - 2 video-in: S-Video- en RCA-poort
  - 2 video-uit: S-Video- en RCA-poort
  - 2 audio-in: RCA-poorten links en rechts
  - 2 audio-out: RCA poorten links en rechts
- Ondersteunde systeemversies: 7.5.2 t/m 9.1
- Afmetingen: 35,6 cm × 19,6 cm × 40 cm (hxbxd)[10]
- Gewicht: 11,3 kg

Uit productie: 1984: Macintosh 128K, Macintosh 512K · 1985: Macintosh XL · 1986: Macintosh Plus · 1987: Macintosh II, Macintosh SE · 1988: Macintosh IIx · 1989: Macintosh SE/30, Macintosh IIcx, Macintosh IIci, Macintosh Portable · 1990: Macintosh IIfx, Macintosh Classic, Macintosh IIsi, Macintosh LC serie · 1991: Macintosh Quadra 700, Macintosh Quadra 900, Apple PowerBook · Macintosh Classic II · 1992: Macintosh IIvx, Macintosh Quadra 950, PowerBook Duo, Macintosh Performa serie · 1993: Macintosh Centris serie, Macintosh Color Classic, Macintosh TV · Apple Workgroup Server · 1994: Power Macintosh · 1997: Power Macintosh G3, PowerBook G3, Twentieth Anniversary Macintosh · 1998: iMac · 1999: iBook, Power Mac G4 · 2000: Power Mac G4 Cube · 2001: PowerBook G4 · 2002: eMac, iMac G4 · 2003: Xserve, Power Mac G5 · 2004: iMac G5 · 2005: Mac mini · 2006: MacBook · 2015: MacBook (Retina) · 2017: iMac Pro

Huidige modellen: MacBook Air, MacBook Pro, iMac, Mac mini, Mac Studio, Mac Pro